# 埼玉県立玉川工業高等学校
埼玉県立玉川工業高等学校（さいたまけんりつ たまがわこうぎょうこうとうがっこう）とは、埼玉県比企郡ときがわ町玉川に所在した公立の工業高等学校。通称は「玉高」「玉工」（たまこう）。
2013年に閉校しており高校跡地には株式会社ベジテックの食品工場が建設され2019年4月から稼働する。

## 設置学科
- 電気科（1組）
- 情報技術科（2組）
- 機械科（3組）
- 建設技術科（4組）

## 目指す学校像
- ものづくりの心を育み、活気にあふれ、地域に根ざした学校

## 沿革
- 1949年（昭和24年） - 埼玉県立小川高等学校の分校として玉川村外5ヶ村（大椚村・平村・明覚村・亀井村・今宿村）組合立による定時制課程分校設立
- 1956年（昭和31年） - 玉川分校廃校　玉川村外2ヶ村学校組合並びに埼玉県玉川高等学校設置認可
- 1957年（昭和32年） - 校歌「紺碧の空秩父嶺に」制定　作詞・藤倉寛三　作曲・諸井三郎
- 1959年（昭和34年） - 電気科設置認可
- 1962年（昭和37年） - 埼玉県立玉川工業高等学校設置認可
- 1963年（昭和38年） - 機械科設置
- 1966年（昭和41年） - 土木科設置
- 1967年（昭和42年） - 校歌「集い寄れ若人よ」制定　作詞・五味智英　作曲・池内友次郎
- 1989年（平成元年） - 電気科2学級のうち1学級が情報技術科に、土木科2学級が建設技術科に学科転換
- 1998年（平成10年） - 創立50周年記念式典挙行
- 2013年（平成25年） - 閉校。卒業証明書等の事務は県立小川高校へ承継

## クラブ

### 運動系
- 野球部
- サッカー部
- バスケットボール部
- ソフトテニス部
- 弓道部
- 柔道部
- 剣道部
- バドミントン部
- 自転車競技部
- 卓球部
- 陸上部
- 山岳部

### 文化系
- 音楽部
- 写真部
- 書道部
- 郷土研究部
- 科学部
- アマチュア無線部
- 電気同好会
- 情報研究同好会
- 機械研究同好会
- 建設技術同好会

## 卒業生
- 新井重治（飯能市長）
- 山口弘和（お笑いタレント）

## 交通
- JR八高線明覚駅より徒歩25分またはバス